# 吴王夫差矛

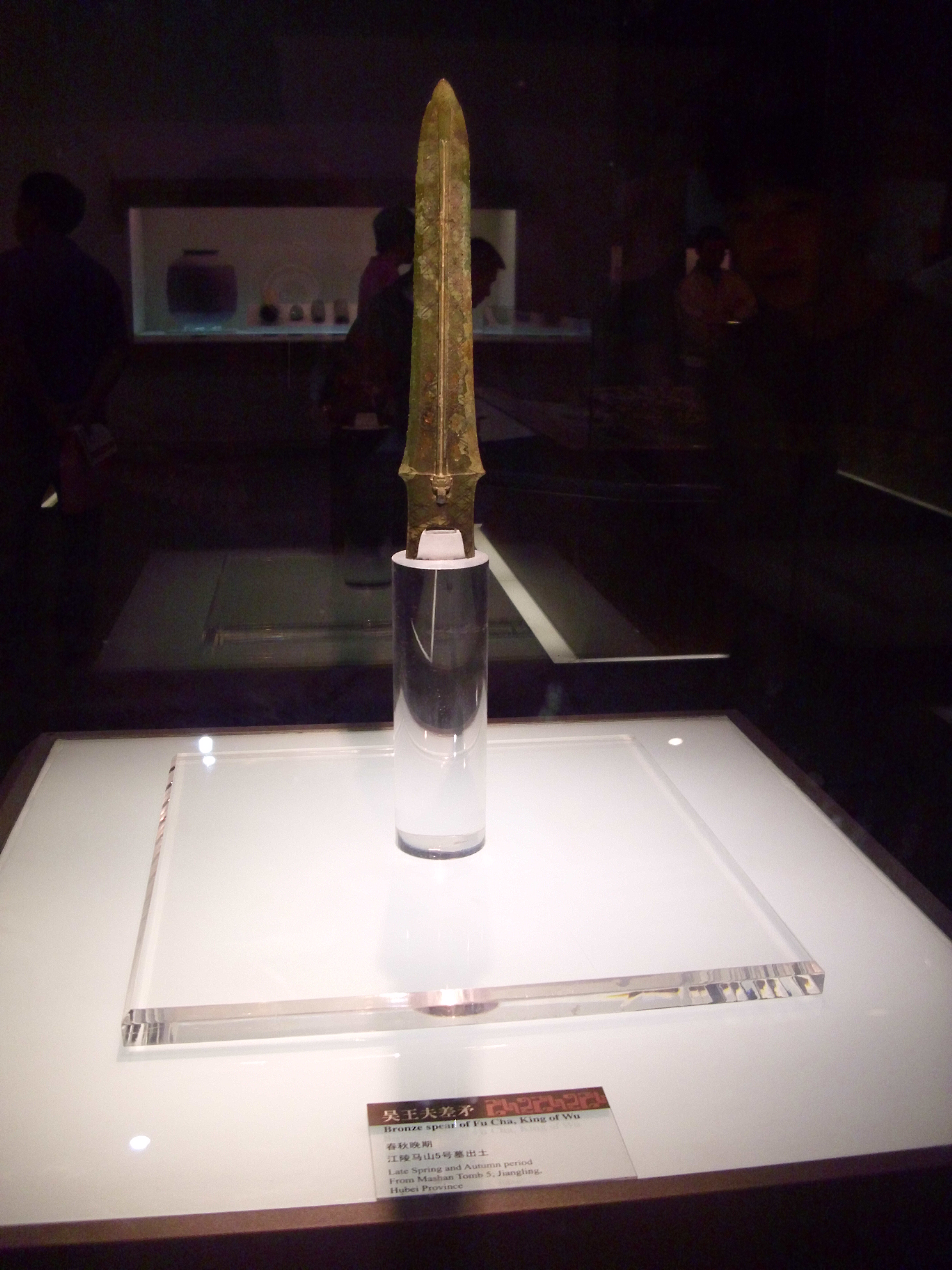
吴王夫差矛（春秋晚期，江陵馬山5號墓出土）

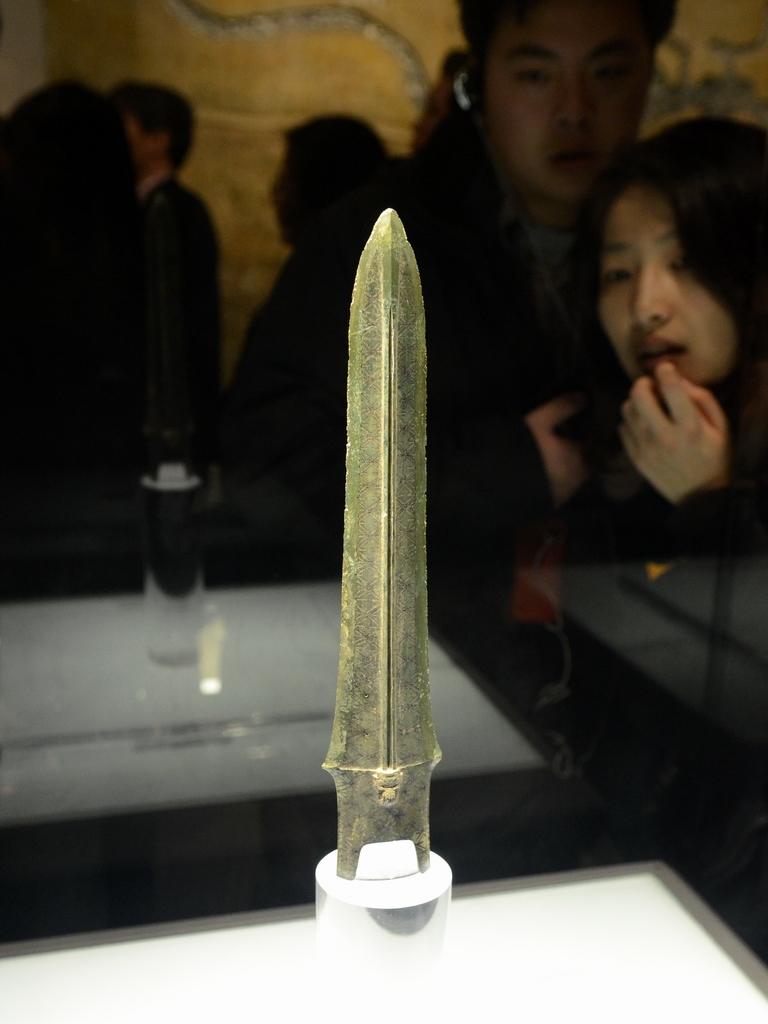
吴王夫差矛，湖北省博物馆馆藏

吴王夫差矛于1983年11月在湖北省江陵县的马山五号楚墓出土，是春秋末期吴王夫差的专用武器，現藏於湖北省博物馆。

## 形制
夫差矛长29.5厘米，最宽为5.5厘米。青铜铸造，矛身两面有黑色暗花。後世「長槍」源自於吳王夫差矛的形式。夫差矛身中间起脊，内中空，其中戟成三菱型，矛頭上有兩個血槽，血槽主要功用為減輕矛身重量，同時工字形血槽結構可以強化矛頭的強度，讓矛頭不易彎曲，此一設計讓吳王夫差矛在作戰時，能夠反覆刺敵和拔出。血槽末端都有獸首，而其獸首象徵吳王夫差矛雄壯威武，此外血槽上有吳王夫差親自雕刻之經文。此外吳王夫差矛有著細膩設計，在前頭綁著絲瓔，絲瓔主要功用為擋血，當矛刺向敵人使鮮血濺出時，絲瓔可以吸收濺出的鮮血，使鮮血不會流到矛身矛柄，減少使用者使用矛出現手滑的狀況。

## 銘文
夫差矛身靠近骹部刻有鳥篆銘文八字「吳王夫差 自乍（作）甬（用）鈼（鈼为矛属刺兵器）」。